# Lothar Matthäus
Lothar Matthäus (Erlangen, 21 maart 1961) is een voormalig Duits profvoetballer en voetbaltrainer. Hij werd wereldkampioen en Europees kampioen met West-Duitsland en achtmaal landskampioen met Bayern München en Internazionale. Hij geldt als een van de meest succesvolle Duitse voetballers aller tijden.

## Carrière

### Clubs
Matthäus begon zijn carrière bij FC Herzogenaurach, en het werd serieus in 1979 bij Borussia Mönchengladbach in de Bundesliga. Later ging hij spelen voor Bayern München (1984-1988 en 1992-2000, zeven landstitels, driemaal Duitse beker, eenmaal de UEFA-Cup (1996), Internazionale Italië (1988-1992, kampioen in 1989  UEFA Cup in 1991), en uiteindelijk bij de MetroStars in de Amerikaanse Major League Soccer (2000). Oorspronkelijk was hij middenvelder. Later, toen hij in de dertig was, ging hij libero spelen.
Dieptepunt van zijn carrière was de Duitse bekerfinale in 1984 tussen Borussia Mönchengladbach (met Matthäus) en Bayern München (de, zo was bekend geworden, nieuwe club van Matthäus). Dit zou zijn laatste wedstrijd voor Borussia worden. Bij de beslissende penaltyserie miste Matthäus, en verloor zo voor Borussia de wedstrijd.
Een ander dieptepunt voor hem is het feit dat Matthäus gedurende zijn loopbaan geen Europacup I heeft gewonnen. Hij speelde mee in de spectaculaire Champions League finale van 1999 te Nou Camp, Barcelona: Bayern München – Manchester United (1-2). Bayern stond na 90 minuten voor met 1-0, maar in de blessuretijd maakten Ole Gunnar Solskjær en Teddy Sheringham van Manchester United er 2-1 van. Matthäus was in de 86ste minuut reeds gewisseld.

### Nationaal elftal Duitsland
Matthäus speelde in totaal 25 wedstrijden op vijf WK's: 1982, 1986, 1990, 1994 en 1998. Hij was hiermee recordhouder van het aantal gespeelde wedstrijden op een WK, totdat Lionel Messi door zijn optreden in de finale van 2022 zijn 26e wedstrijd op een WK speelde. Ook was hij lange tijd de enige veldspeler die op vijf WK's in actie kwam, maar Lionel Messi, Cristiano Ronaldo en Andrés Guardado kwamen allen ook in actie op vijf verschillende WK's (2006, 2010, 2014, 2018 en 2022).
Onder leiding van bondscoach Jupp Derwall maakte hij zijn debuut voor West-Duitsland op 14 juni 1980 in de EK-groepswedstrijd tegen Nederland (3-2). Matthäus viel in dat duel na 73 minuten in voor aanvoerder Bernard Dietz. West-Duitsland won die wedstrijd met 3-2 dankzij drie treffers van aanvaller Klaus Allofs.
Matthäus won ook het EK 1980, en speelde op de vier EK's 1980, 1984, 1988, 2000 (niet 1992 en 1996). Hij stopte in 2000 – in De Kuip na een 0-3-verlies tegen Portugal – met 150 interlands en 23 doelpunten voor het Duitse elftal, en in totaal vijf (gele) kaarten.
In Nederland maakte hij zich bijzonder impopulair tijdens het WK van '86. Aanleiding was de wedstrijd Duitsland-Denemarken, toen hij de destijds voor PSV spelende Frank Arnesen een rode kaart bezorgde door te simuleren dat deze een overtreding tegen hem had begaan. Later smeerde Matthäus ook Mark van Bommel een rode kaart aan door zich na een speels duwtje te laten vallen (Bayern-PSV, 1999).
| Interlands van Lothar Matthäus voor West-Duitsland en Duitsland | Interlands van Lothar Matthäus voor West-Duitsland en Duitsland | Interlands van Lothar Matthäus voor West-Duitsland en Duitsland | Interlands van Lothar Matthäus voor West-Duitsland en Duitsland | Interlands van Lothar Matthäus voor West-Duitsland en Duitsland | Interlands van Lothar Matthäus voor West-Duitsland en Duitsland | Interlands van Lothar Matthäus voor West-Duitsland en Duitsland |
| №                                                               | Datum                                                           | Plaats                                                          | Wedstrijd                                                       | Uitslag                                                         | Competitie                                                      | Goals                                                           |
| Als speler van Borussia Mönchengladbach                         | Als speler van Borussia Mönchengladbach                         | Als speler van Borussia Mönchengladbach                         | Als speler van Borussia Mönchengladbach                         | Als speler van Borussia Mönchengladbach                         | Als speler van Borussia Mönchengladbach                         | Als speler van Borussia Mönchengladbach                         |
| --------------------------------------------------------------- | --------------------------------------------------------------- | --------------------------------------------------------------- | --------------------------------------------------------------- | --------------------------------------------------------------- | --------------------------------------------------------------- | --------------------------------------------------------------- |
| 1                                                               | 14 juni 1980                                                    | Napels                                                          | West-Duitsland – Nederland                                      | 3 – 2                                                           | EK-eindronde                                                    |                                                                 |
| 2                                                               | 18 november 1981                                                | Dortmund                                                        | West-Duitsland – Albanië                                        | 8 – 0                                                           | WK-kwalificatie                                                 |                                                                 |
| 3                                                               | 17 februari 1982                                                | Hannover                                                        | West-Duitsland – Portugal                                       | 3 – 1                                                           | Oefeninterland                                                  |                                                                 |
| 4                                                               | 21 maart 1982                                                   | Rio de Janeiro                                                  | Brazilië – West-Duitsland                                       | 1 – 0                                                           | Oefeninterland                                                  |                                                                 |
| 5                                                               | 24 maart 1982                                                   | Buenos Aires                                                    | Argentinië – West-Duitsland                                     | 1 – 1                                                           | Oefeninterland                                                  |                                                                 |
| 6                                                               | 14 april 1982                                                   | Keulen                                                          | West-Duitsland – Tsjecho-Slowakije                              | 2 – 1                                                           | Oefeninterland                                                  |                                                                 |
| 7                                                               | 12 mei 1982                                                     | Oslo                                                            | Noorwegen – West-Duitsland                                      | 2 – 4                                                           | Oefeninterland                                                  |                                                                 |
| 8                                                               | 20 juni 1982                                                    | Gijón                                                           | Chili – West-Duitsland                                          | 1 – 4                                                           | WK-eindronde                                                    |                                                                 |
| 9                                                               | 25 juni 1982                                                    | Gijón                                                           | Oostenrijk – West-Duitsland                                     | 0 – 1                                                           | WK-eindronde                                                    |                                                                 |
| 10                                                              | 22 september 1982                                               | München                                                         | West-Duitsland – België                                         | 0 – 0                                                           | Oefeninterland                                                  |                                                                 |
| 11                                                              | 13 oktober 1982                                                 | London                                                          | Engeland – West-Duitsland                                       | 1 – 2                                                           | Oefeninterland                                                  |                                                                 |
| 12                                                              | 17 november 1982                                                | Belfast                                                         | Noord-Ierland – West-Duitsland                                  | 1 – 0                                                           | EK-kwalificatie                                                 |                                                                 |
| 13                                                              | 23 februari 1983                                                | Lissabon                                                        | Portugal – West-Duitsland                                       | 1 – 0                                                           | Oefeninterland                                                  |                                                                 |
| 14                                                              | 7 juni 1983                                                     | Luxemburg                                                       | West-Duitsland – Joegoslavië                                    | 4 – 2                                                           | Oefeninterland                                                  |                                                                 |
| 15                                                              | 7 september 1983                                                | Boedapest                                                       | Hongarije – West-Duitsland                                      | 1 – 1                                                           | Oefeninterland                                                  |                                                                 |
| 16                                                              | 5 oktober 1983                                                  | Gelsenkirchen                                                   | West-Duitsland – Oostenrijk                                     | 3 – 0                                                           | EK-kwalificatie                                                 |                                                                 |
| 17                                                              | 26 oktober 1983                                                 | West-Berlijn                                                    | West-Duitsland – Turkije                                        | 5 – 1                                                           | EK-kwalificatie                                                 |                                                                 |
| 18                                                              | 16 november 1983                                                | Hamburg                                                         | West-Duitsland – Noord-Ierland                                  | 0 – 1                                                           | EK-kwalificatie                                                 |                                                                 |
| 19                                                              | 20 november 1983                                                | Saarbrücken                                                     | West-Duitsland – Albanië                                        | 2 – 1                                                           | EK-kwalificatie                                                 |                                                                 |
| 20                                                              | 29 februari 1984                                                | Brussel                                                         | België – West-Duitsland                                         | 0 – 1                                                           | Oefeninterland                                                  |                                                                 |
| 21                                                              | 28 maart 1984                                                   | Hannover                                                        | West-Duitsland – Sovjet-Unie                                    | 2 – 1                                                           | Oefeninterland                                                  |                                                                 |
| 22                                                              | 18 april 1984                                                   | Strasbourg                                                      | Frankrijk – West-Duitsland                                      | 1 – 0                                                           | Oefeninterland                                                  |                                                                 |
| 23                                                              | 22 mei 1984                                                     | Zurich                                                          | West-Duitsland – Italië                                         | 1 – 0                                                           | Oefeninterland                                                  |                                                                 |
| 24                                                              | 14 juni 1984                                                    | Strasbourg                                                      | West-Duitsland – Portugal                                       | 0 – 0                                                           | EK-eindronde                                                    |                                                                 |
| 25                                                              | 17 juni 1984                                                    | Lens                                                            | West-Duitsland – Roemenië                                       | 2 – 1                                                           | EK-eindronde                                                    |                                                                 |
| 26                                                              | 20 juni 1984                                                    | Parijs                                                          | West-Duitsland – Spanje                                         | 0 – 1                                                           | EK-eindronde                                                    |                                                                 |
| Als speler van Bayern München                                   | Als speler van Bayern München                                   | Als speler van Bayern München                                   | Als speler van Bayern München                                   | Als speler van Bayern München                                   | Als speler van Bayern München                                   | 7                                                               |
| 27                                                              | 12 september 1984                                               | Dusseldorf                                                      | West-Duitsland – Argentinië                                     | 1 – 3                                                           | Oefeninterland                                                  |                                                                 |
| 28                                                              | 17 oktober 1984                                                 | Keulen                                                          | West-Duitsland – Zweden                                         | 2 – 0                                                           | WK-kwalificatie                                                 |                                                                 |
| 29                                                              | 16 december 1984                                                | Attard                                                          | Malta – West-Duitsland                                          | 2 – 3                                                           | WK-kwalificatie                                                 |                                                                 |
| 30                                                              | 29 januari 1985                                                 | Hamburg                                                         | West-Duitsland – Hongarije                                      | 0 – 1                                                           | Oefeninterland                                                  |                                                                 |
| 31                                                              | 24 februari 1985                                                | Lissabon                                                        | Portugal – West-Duitsland                                       | 1 – 2                                                           | WK-kwalificatie                                                 |                                                                 |
| 32                                                              | 17 april 1985                                                   | Augsburg                                                        | West-Duitsland – Bulgarije                                      | 4 – 1                                                           | Oefeninterland                                                  |                                                                 |
| 33                                                              | 30 april 1985                                                   | Praag                                                           | Tsjecho-Slowakije – West-Duitsland                              | 1 – 5                                                           | WK-kwalificatie                                                 | Goal                                                            |
| 34                                                              | 12 juni 1985                                                    | Mexico-Stad                                                     | Engeland – West-Duitsland                                       | 3 – 0                                                           | Oefeninterland                                                  |                                                                 |
| 35                                                              | 15 juni 1985                                                    | Mexico-Stad                                                     | Mexico – West-Duitsland                                         | 2 – 0                                                           | Oefeninterland                                                  |                                                                 |
| 36                                                              | 28 augustus 1985                                                | Moskou                                                          | Sovjet-Unie – West-Duitsland                                    | 1 – 0                                                           | Oefeninterland                                                  |                                                                 |
| 37                                                              | 5 februari 1986                                                 | Avellino                                                        | Italië – West-Duitsland                                         | 1 – 2                                                           | Oefeninterland                                                  | Goal                                                            |
| 38                                                              | 12 maart 1986                                                   | Frankfurt                                                       | West-Duitsland – Brazilië                                       | 2 – 0                                                           | Oefeninterland                                                  |                                                                 |
| 39                                                              | 9 april 1986                                                    | Basel                                                           | Zwitserland – West-Duitsland                                    | 0 – 1                                                           | Oefeninterland                                                  |                                                                 |
| 40                                                              | 11 mei 1986                                                     | Bochum                                                          | West-Duitsland – Joegoslavië                                    | 1 – 1                                                           | Oefeninterland                                                  |                                                                 |
| 41                                                              | 14 mei 1986                                                     | Dortmund                                                        | West-Duitsland – Nederland                                      | 3 – 1                                                           | Oefeninterland                                                  |                                                                 |
| 42                                                              | 4 juni 1986                                                     | Querétaro                                                       | West-Duitsland – Uruguay                                        | 1 – 1                                                           | WK-eindronde                                                    |                                                                 |
| 43                                                              | 8 juni 1986                                                     | Querétaro                                                       | West-Duitsland – Schotland                                      | 2 – 1                                                           | WK-eindronde                                                    |                                                                 |
| 44                                                              | 13 juni 1986                                                    | Querétaro                                                       | Denemarken – West-Duitsland                                     | 2 – 0                                                           | WK-eindronde                                                    |                                                                 |
| 45                                                              | 17 juni 1986                                                    | Monterrey                                                       | West-Duitsland – Marokko                                        | 1 – 0                                                           | WK-eindronde                                                    | Goal                                                            |
| 46                                                              | 21 juni 1986                                                    | Monterrey                                                       | Mexico – West-Duitsland                                         | 0 – 0                                                           | WK-eindronde                                                    |                                                                 |
| 47                                                              | 25 juni 1986                                                    | Guadalajara                                                     | Frankrijk – West-Duitsland                                      | 0 – 2                                                           | WK-eindronde                                                    |                                                                 |
| 48                                                              | 29 juni 1986                                                    | Mexico-Stad                                                     | Argentinië – West-Duitsland                                     | 3 – 2                                                           | WK-eindronde                                                    |                                                                 |
| 49                                                              | 24 september 1986                                               | Kopenhagen                                                      | Denemarken – West-Duitsland                                     | 0 – 2                                                           | Oefeninterland                                                  |                                                                 |
| 50                                                              | 15 oktober 1986                                                 | Hannover                                                        | West-Duitsland – Spanje                                         | 2 – 2                                                           | Oefeninterland                                                  |                                                                 |
| 51                                                              | 29 oktober 1986                                                 | Wenen                                                           | Oostenrijk – West-Duitsland                                     | 4 – 1                                                           | Oefeninterland                                                  |                                                                 |
| 52                                                              | 25 maart 1987                                                   | Ramat Gan                                                       | Israël – West-Duitsland                                         | 0 – 2                                                           | Oefeninterland                                                  | Goal                                                            |
| 53                                                              | 18 april 1987                                                   | Keulen                                                          | West-Duitsland – Italië                                         | 0 – 0                                                           | Oefeninterland                                                  |                                                                 |
| 54                                                              | 12 augustus 1987                                                | West-Berlijn                                                    | West-Duitsland – Frankrijk                                      | 2 – 1                                                           | Oefeninterland                                                  |                                                                 |
| 55                                                              | 18 november 1987                                                | Boedapest                                                       | Hongarije – West-Duitsland                                      | 0 – 0                                                           | Oefeninterland                                                  |                                                                 |
| 56                                                              | 12 december 1987                                                | Brasília                                                        | Brazilië – West-Duitsland                                       | 1 – 1                                                           | Oefeninterland                                                  |                                                                 |
| 57                                                              | 16 december 1987                                                | Buenos Aires                                                    | Argentinië – West-Duitsland                                     | 1 – 0                                                           | Oefeninterland                                                  |                                                                 |
| 58                                                              | 31 maart 1988                                                   | West-Berlijn                                                    | West-Duitsland – Zweden                                         | 1 – 1                                                           | Oefeninterland                                                  |                                                                 |
| 59                                                              | 2 april 1988                                                    | West-Berlijn                                                    | West-Duitsland – Argentinië                                     | 1 – 0                                                           | Oefeninterland                                                  | Goal                                                            |
| 60                                                              | 27 april 1988                                                   | Kaiserslautern                                                  | West-Duitsland – Zwitserland                                    | 1 – 0                                                           | Oefeninterland                                                  |                                                                 |
| 61                                                              | 4 juni 1988                                                     | Bremen                                                          | West-Duitsland – Joegoslavië                                    | 1 – 1                                                           | Oefeninterland                                                  | Goal                                                            |
| 62                                                              | 10 juni 1988                                                    | Dusseldorf                                                      | West-Duitsland – Italië                                         | 1 – 1                                                           | EK-eindronde                                                    |                                                                 |
| 63                                                              | 14 juni 1988                                                    | Gelsenkirchen                                                   | West-Duitsland – Denemarken                                     | 2 – 0                                                           | EK-eindronde                                                    |                                                                 |
| 64                                                              | 17 juni 1988                                                    | München                                                         | West-Duitsland – Spanje                                         | 2 – 0                                                           | EK-eindronde                                                    |                                                                 |
| 65                                                              | 21 juni 1988                                                    | Hamburg                                                         | West-Duitsland – Nederland                                      | 1 – 2                                                           | EK-eindronde                                                    | Goal                                                            |
| Als speler van Inter Milaan                                     | Als speler van Inter Milaan                                     | Als speler van Inter Milaan                                     | Als speler van Inter Milaan                                     | Als speler van Inter Milaan                                     | Als speler van Inter Milaan                                     | 12                                                              |
| 66                                                              | 31 augustus 1988                                                | Helsinki                                                        | Finland – West-Duitsland                                        | 0 – 4                                                           | WK-kwalificatie                                                 | Goal                                                            |
| 67                                                              | 19 oktober 1988                                                 | München                                                         | West-Duitsland – Nederland                                      | 0 – 0                                                           | WK-kwalificatie                                                 |                                                                 |
| 68                                                              | 22 maart 1989                                                   | Sofia                                                           | Bulgarije – West-Duitsland                                      | 1 – 2                                                           | Oefeninterland                                                  |                                                                 |
| 69                                                              | 26 april 1989                                                   | Rotterdam                                                       | Nederland – West-Duitsland                                      | 1 – 1                                                           | WK-kwalificatie                                                 |                                                                 |
| 70                                                              | 4 oktober 1989                                                  | Dortmund                                                        | West-Duitsland – Finland                                        | 6 – 1                                                           | WK-kwalificatie                                                 | Goal                                                            |
| 71                                                              | 28 februari 1990                                                | Montpellier                                                     | Frankrijk – West-Duitsland                                      | 2 – 1                                                           | Oefeninterland                                                  |                                                                 |
| 72                                                              | 25 april 1990                                                   | Stuttgart                                                       | West-Duitsland – Uruguay                                        | 3 – 3                                                           | Oefeninterland                                                  | Goal                                                            |
| 73                                                              | 26 mei 1990                                                     | Dusseldorf                                                      | West-Duitsland Tsjecho-Slowakije                                | 1 – 0                                                           | Oefeninterland                                                  |                                                                 |
| 74                                                              | 30 mei 1990                                                     | Gelsenkirchen                                                   | West-Duitsland – Denemarken                                     | 1 – 0                                                           | Oefeninterland                                                  |                                                                 |
| 75                                                              | 10 juni 1990                                                    | Milaan                                                          | West-Duitsland – Joegoslavië                                    | 4 – 1                                                           | WK-eindronde                                                    | Goal · Goal                                                     |
| 76                                                              | 15 juni 1990                                                    | Milaan                                                          | West-Duitsland – Verenigde Arabische Emiraten                   | 5 – 1                                                           | WK-eindronde                                                    | Goal                                                            |
| 77                                                              | 19 juni 1990                                                    | Milaan                                                          | Colombia – West-Duitsland                                       | 1 – 1                                                           | WK-eindronde                                                    |                                                                 |
| 78                                                              | 24 juni 1990                                                    | Milaan                                                          | West-Duitsland – Nederland                                      | 2 – 1                                                           | WK-eindronde                                                    |                                                                 |
| 79                                                              | 1 juli 1990                                                     | Milaan                                                          | Tsjecho-Slowakije – West-Duitsland                              | 0 – 1                                                           | WK-eindronde                                                    | Goal                                                            |
| 80                                                              | 4 juli 1990                                                     | Turijn                                                          | Engeland – West-Duitsland                                       | 1 – 1                                                           | WK-eindronde                                                    |                                                                 |
| 81                                                              | 8 juli 1990                                                     | Rome                                                            | Argentinië – West-Duitsland                                     | 0 – 1                                                           | WK-eindronde                                                    |                                                                 |
| 82                                                              | 29 augustus 1990                                                | Lissabon                                                        | Portugal – West-Duitsland                                       | 1 – 1                                                           | Oefeninterland                                                  | Goal                                                            |
| 83                                                              | 10 oktober 1990                                                 | Solna                                                           | Zweden – Duitsland                                              | 1 – 3                                                           | Oefeninterland                                                  |                                                                 |
| 84                                                              | 31 oktober 1990                                                 | Luxemburg                                                       | Luxemburg – Duitsland                                           | 2 – 3                                                           | EK-kwalificatie                                                 |                                                                 |
| 85                                                              | 19 december 1990                                                | Stuttgart                                                       | Duitsland – Zwitserland                                         | 4 – 0                                                           | Oefeninterland                                                  | Goal                                                            |
| 86                                                              | 27 maart 1991                                                   | Frankfurt                                                       | Duitsland – Sovjet-Unie                                         | 2 – 1                                                           | Oefeninterland                                                  | Goal                                                            |
| 87                                                              | 1 mei 1991                                                      | Hannover                                                        | Duitsland – België                                              | 1 – 0                                                           | EK-kwalificatie                                                 | Goal                                                            |
| 88                                                              | 5 juni 1991                                                     | Cardiff                                                         | Wales – Duitsland                                               | 1 – 0                                                           | EK-kwalificatie                                                 |                                                                 |
| 89                                                              | 11 september 1991                                               | London                                                          | Engeland – Duitsland                                            | 0 – 1                                                           | Oefeninterland                                                  |                                                                 |
| 90                                                              | 16 oktober 1991                                                 | Nuremburg                                                       | Duitsland – Wales                                               | 4 – 1                                                           | EK-kwalificatie                                                 |                                                                 |
| 91                                                              | 20 november 1991                                                | Brussel                                                         | België – Duitsland                                              | 0 – 1                                                           | EK-kwalificatie                                                 |                                                                 |
| 92                                                              | 18 december 1991                                                | Leverkusen                                                      | Duitsland – Luxemburg                                           | 4 – 0                                                           | EK-kwalificatie                                                 | Goal                                                            |
| 93                                                              | 25 maart 1992                                                   | Turijn                                                          | Italië– Duitsland                                               | 1 – 0                                                           | Oefeninterland                                                  |                                                                 |
| Als speler van Bayern München                                   | Als speler van Bayern München                                   | Als speler van Bayern München                                   | Als speler van Bayern München                                   | Als speler van Bayern München                                   | Als speler van Bayern München                                   | 4                                                               |
| 94                                                              | 14 oktober 1992                                                 | Dresden                                                         | Duitsland – Mexico                                              | 1 – 1                                                           | Oefeninterland                                                  |                                                                 |
| 95                                                              | 16 december 1992                                                | Porto Alegre                                                    | Brazilië– Duitsland                                             | 3 – 1                                                           | Oefeninterland                                                  |                                                                 |
| 96                                                              | 20 december 1992                                                | Montevideo                                                      | Uruguay – Duitsland                                             | 1 – 4                                                           | Oefeninterland                                                  |                                                                 |
| 97                                                              | 24 maart 1993                                                   | Glasgow                                                         | Schotland – Duitsland                                           | 0 – 1                                                           | Oefeninterland                                                  |                                                                 |
| 98                                                              | 14 april 1993                                                   | Bochum                                                          | Duitsland – Ghana                                               | 6 – 1                                                           | Oefeninterland                                                  |                                                                 |
| 99                                                              | 10 juni 1993                                                    | Washington                                                      | Brazilië – Duitsland                                            | 3 – 3                                                           | US Cup                                                          |                                                                 |
| 100                                                             | 13 juni 1993                                                    | Chicago                                                         | Verenigde Staten – Duitsland                                    | 3 – 4                                                           | US Cup                                                          |                                                                 |
| 101                                                             | 19 juni 1993                                                    | Pontiac                                                         | Engeland – Duitsland                                            | 1 – 2                                                           | US Cup                                                          |                                                                 |
| 102                                                             | 22 september 1993                                               | Tunis                                                           | Tunesië – Duitsland                                             | 1 – 1                                                           | Oefeninterland                                                  |                                                                 |
| 103                                                             | 13 oktober 1993                                                 | Karlsruhe                                                       | Duitsland – Uruguay                                             | 5 – 0                                                           | Oefeninterland                                                  |                                                                 |
| 104                                                             | 17 november 1993                                                | Keulen                                                          | Duitsland – Brazilië                                            | 2 – 1                                                           | Oefeninterland                                                  |                                                                 |
| 105                                                             | 15 december 1993                                                | Miami                                                           | Argentinië – Duitsland                                          | 2 – 1                                                           | Oefeninterland                                                  |                                                                 |
| 106                                                             | 18 december 1993                                                | Palo Alto                                                       | Verenigde Staten – Duitsland                                    | 0 – 3                                                           | Oefeninterland                                                  |                                                                 |
| 107                                                             | 22 december 1993                                                | Mexico City                                                     | Mexico – Duitsland                                              | 0 – 0                                                           | Oefeninterland                                                  |                                                                 |
| 108                                                             | 23 maart 1994                                                   | Stuttgart                                                       | Duitsland – Italië                                              | 2 – 1                                                           | Oefeninterland                                                  |                                                                 |
| 109                                                             | 27 april 1994                                                   | Abu Dhabi                                                       | Verenigde Arabische Emiraten – Duitsland                        | 0 – 2                                                           | Oefeninterland                                                  |                                                                 |
| 110                                                             | 29 mei 1994                                                     | Hannover                                                        | Duitsland – Ierland                                             | 0 – 2                                                           | Oefeninterland                                                  |                                                                 |
| 111                                                             | 2 juni 1994                                                     | Wenen                                                           | Oostenrijk – Duitsland                                          | 1 – 5                                                           | Oefeninterland                                                  |                                                                 |
| 112                                                             | 8 juni 1994                                                     | Toronto                                                         | Canada – Duitsland                                              | 0 – 2                                                           | Oefeninterland                                                  |                                                                 |
| 113                                                             | 17 juni 1994                                                    | Chicago                                                         | Bolivia – Duitsland                                             | 0 – 1                                                           | WK-eindronde                                                    |                                                                 |
| 114                                                             | 21 juni 1994                                                    | Chicago                                                         | Duitsland – Spanje                                              | 1 – 1                                                           | WK-eindronde                                                    |                                                                 |
| 115                                                             | 27 juni 1994                                                    | Dallas                                                          | Duitsland – Zuid-Korea                                          | 3 – 2                                                           | WK-eindronde                                                    |                                                                 |
| 116                                                             | 2 juli 1994                                                     | Chicago                                                         | België – Duitsland                                              | 2 – 3                                                           | WK-eindronde                                                    |                                                                 |
| 117                                                             | 10 juli 1994                                                    | East Rutherford                                                 | Bulgarije – Duitsland                                           | 2 – 1                                                           | WK-eindronde                                                    | Goal                                                            |
| 118                                                             | 7 september 1994                                                | Moskou                                                          | Rusland – Duitsland                                             | 0 – 1                                                           | Oefeninterland                                                  |                                                                 |
| 119                                                             | 12 oktober 1994                                                 | Boedapest                                                       | Hongarije – Duitsland                                           | 0 – 0                                                           | Oefeninterland                                                  |                                                                 |
| 120                                                             | 16 november 1994                                                | Tirana                                                          | Albanië – Duitsland                                             | 1 – 2                                                           | EK-kwalificatie                                                 |                                                                 |
| 121                                                             | 14 december 1994                                                | Chișinău                                                        | Moldavië – Duitsland                                            | 0 – 3                                                           | EK-kwalificatie                                                 | Goal                                                            |
| 122                                                             | 18 december 1994                                                | Kaiserslautern                                                  | Duitsland – Albanië                                             | 2 – 1                                                           | EK-kwalificatie                                                 | Goal                                                            |
| 123                                                             | 27 mei 1998                                                     | Helsinki                                                        | Finland – Duitsland                                             | 0 – 0                                                           | Oefeninterland                                                  |                                                                 |
| 124                                                             | 30 mei 1998                                                     | Frankfurt                                                       | Duitsland – Colombia                                            | 3 – 1                                                           | Oefeninterland                                                  |                                                                 |
| 125                                                             | 5 juni 1998                                                     | Mannheim                                                        | Duitsland – Luxemburg                                           | 7 – 0                                                           | Oefeninterland                                                  |                                                                 |
| 126                                                             | 21 juni 1998                                                    | Lens                                                            | Duitsland – Joegoslavië                                         | 2 – 2                                                           | WK-eindronde                                                    |                                                                 |
| 127                                                             | 25 juni 1998                                                    | Montpellier                                                     | Iran – Duitsland                                                | 0 – 2                                                           | WK-eindronde                                                    |                                                                 |
| 128                                                             | 29 juni 1998                                                    | Montpellier                                                     | Duitsland – Mexico                                              | 2 – 1                                                           | WK-eindronde                                                    |                                                                 |
| 129                                                             | 4 juli 1998                                                     | Lyon                                                            | Kroatië – Duitsland                                             | 3 – 0                                                           | WK-eindronde                                                    |                                                                 |
| 130                                                             | 18 november 1998                                                | Gelsenkirchen                                                   | Duitsland – Nederland                                           | 1 – 1                                                           | Oefeninterland                                                  |                                                                 |
| 131                                                             | 6 februari 1999                                                 | Jacksonville                                                    | Verenigde Staten – Duitsland                                    | 3 – 0                                                           | Oefeninterland                                                  |                                                                 |
| 132                                                             | 9 februari 1999                                                 | Miami                                                           | Colombia – Duitsland                                            | 3 – 3                                                           | Oefeninterland                                                  |                                                                 |
| 133                                                             | 27 maart 1999                                                   | Belfast                                                         | Noord-Ierland – Duitsland                                       | 0 – 3                                                           | EK-kwalificatie                                                 |                                                                 |
| 134                                                             | 31 maart 1999                                                   | Nuremburg                                                       | Duitsland – Finland                                             | 2 – 0                                                           | EK-kwalificatie                                                 |                                                                 |
| 135                                                             | 28 april 1999                                                   | Bremen                                                          | Duitsland – Schotland                                           | 0 – 1                                                           | Oefeninterland                                                  |                                                                 |
| 136                                                             | 4 juni 1999                                                     | Leverkusen                                                      | Duitsland – Moldavië                                            | 6 – 1                                                           | EK-kwalificatie                                                 |                                                                 |
| 137                                                             | 24 juli 1999                                                    | Guadalajara                                                     | Brazilië – Duitsland                                            | 4 – 0                                                           | FIFA Confederations Cup                                         |                                                                 |
| 138                                                             | 28 juli 1999                                                    | Guadalajara                                                     | Duitsland – Nieuw-Zeeland                                       | 2 – 0                                                           | FIFA Confederations Cup                                         | Goal                                                            |
| 139                                                             | 30 juli 1999                                                    | Guadalajara                                                     | Duitsland – Verenigde Staten                                    | 0 – 2                                                           | FIFA Confederations Cup                                         |                                                                 |
| 140                                                             | 4 september 1999                                                | Helsinki                                                        | Finland – Duitsland                                             | 1 – 2                                                           | EK-kwalificatie                                                 |                                                                 |
| 141                                                             | 8 september 1999                                                | Dortmund                                                        | Duitsland – Noord-Ierland                                       | 4 – 0                                                           | EK-kwalificatie                                                 |                                                                 |
| 142                                                             | 9 oktober 1999                                                  | München                                                         | Duitsland – Turkije                                             | 0 – 0                                                           | EK-kwalificatie                                                 |                                                                 |
| 143                                                             | 14 november 1999                                                | Oslo                                                            | Noorwegen – Duitsland                                           | 0 – 1                                                           | Oefeninterland                                                  |                                                                 |
| 144                                                             | 23 februari 2000                                                | Amsterdam                                                       | Nederland – Duitsland                                           | 2 – 1                                                           | Oefeninterland                                                  |                                                                 |
| Als speler van MetroStars                                       |                                                                 |                                                                 |                                                                 |                                                                 |                                                                 |                                                                 |
| 145                                                             | 29 maart 2000                                                   | Zagreb                                                          | Kroatië – Duitsland                                             | 1 – 1                                                           | Oefeninterland                                                  |                                                                 |
| 146                                                             | 26 april 2000                                                   | Kaiserslautern                                                  | Duitsland – Zwitserland                                         | 1 – 1                                                           | Oefeninterland                                                  |                                                                 |
| 147                                                             | 7 juni 2000                                                     | Freiburg                                                        | Duitsland – Liechtenstein                                       | 8 – 2                                                           | Oefeninterland                                                  |                                                                 |
| 148                                                             | 12 juni 2000                                                    | Luik                                                            | Duitsland – Roemenië                                            | 1 – 1                                                           | EK-eindronde                                                    |                                                                 |
| 149                                                             | 17 juni 2000                                                    | Charleroi                                                       | Engeland – Duitsland                                            | 1 – 0                                                           | EK-eindronde                                                    |                                                                 |
| 150                                                             | 20 juni 2000                                                    | Rotterdam                                                       | Duitsland – Portugal                                            | 0 – 3                                                           | EK-eindronde                                                    |                                                                 |

### Trainersloopbaan
Na zijn voetbalcarrière werd hij trainer van Rapid Wien en Partizan Belgrado en bondscoach van het Hongaarse nationaal elftal, waar hij Imre Gellei opvolgde. Hij slaagde er niet in met dit team het Wereldkampioenschap voetbal 2006 te bereiken.
| Interlands Hongarije onder leiding van Lothar Matthäus | Interlands Hongarije onder leiding van Lothar Matthäus | Interlands Hongarije onder leiding van Lothar Matthäus | Interlands Hongarije onder leiding van Lothar Matthäus | Interlands Hongarije onder leiding van Lothar Matthäus | Interlands Hongarije onder leiding van Lothar Matthäus |
| №                                                      | Datum                                                  | Wedstrijd                                              | Uitslag                                                | Competitie                                             |                                                        |
| ------------------------------------------------------ | ------------------------------------------------------ | ------------------------------------------------------ | ------------------------------------------------------ | ------------------------------------------------------ | ------------------------------------------------------ |
| 1                                                      | 18.02.2004                                             | Hongarije − Armenië                                    | 2 − 0                                                  | Vriendschappelijk                                      |                                                        |
| 2                                                      | 19.02.2004                                             | Hongarije − Letland                                    | 2 − 1                                                  | Vriendschappelijk                                      |                                                        |
| 3                                                      | 21.02.2004                                             | Hongarije − Roemenië                                   | 0 − 3                                                  | Vriendschappelijk                                      |                                                        |
| 4                                                      | 31.03.2004                                             | Hongarije − Wales                                      | 1 − 2                                                  | Vriendschappelijk                                      |                                                        |
| 5                                                      | 25.04.2004                                             | Hongarije − Japan                                      | 3 − 2                                                  | Vriendschappelijk                                      |                                                        |
| 6                                                      | 28.04.2004                                             | Hongarije − Brazilië                                   | 1 − 4                                                  | Vriendschappelijk                                      |                                                        |
| 7                                                      | 01.06.2004                                             | China − Hongarije                                      | 2 − 1                                                  | Vriendschappelijk                                      |                                                        |
| 8                                                      | 06.06.2004                                             | Duitsland − Hongarije                                  | 0 − 2                                                  | Vriendschappelijk                                      |                                                        |
| 9                                                      | 18.08.2004                                             | Schotland − Hongarije                                  | 0 − 3                                                  | Vriendschappelijk                                      |                                                        |
| 10                                                     | 04.09.2004                                             | Kroatië − Hongarije                                    | 3 − 0                                                  | WK-kwalificatie                                        |                                                        |
| 11                                                     | 08.09.2004                                             | Hongarije − IJsland                                    | 3 − 2                                                  | WK-kwalificatie                                        |                                                        |
| 12                                                     | 09.10.2004                                             | Zweden − Hongarije                                     | 3 − 0                                                  | WK-kwalificatie                                        |                                                        |
| 13                                                     | 17.11.2004                                             | Malta − Hongarije                                      | 0 − 2                                                  | WK-kwalificatie                                        |                                                        |
| 14                                                     | 30.11.2004                                             | Hongarije − Slowakije                                  | 0 − 1                                                  | Vriendschappelijk                                      |                                                        |
| 15                                                     | 02.12.2004                                             | Hongarije − Estland                                    | 5 − 0                                                  | Vriendschappelijk                                      |                                                        |
| 16                                                     | 02.02.2005                                             | Saoedi-Arabië − Hongarije                              | 0 − 0                                                  | Vriendschappelijk                                      |                                                        |
| 17                                                     | 09.02.2005                                             | Wales − Hongarije                                      | 2 − 0                                                  | Vriendschappelijk                                      |                                                        |
| 18                                                     | 30.03.2005                                             | Hongarije − Bulgarije                                  | 1 − 1                                                  | WK-kwalificatie                                        |                                                        |
| 19                                                     | 31.05.2005                                             | Frankrijk − Hongarije                                  | 2 − 1                                                  | Vriendschappelijk                                      |                                                        |
| 20                                                     | 04.06.2005                                             | IJsland − Hongarije                                    | 2 − 3                                                  | WK-kwalificatie                                        |                                                        |
| 21                                                     | 17.08.2005                                             | Hongarije − Argentinië                                 | 1 − 2                                                  | Vriendschappelijk                                      |                                                        |
| 22                                                     | 03.09.2005                                             | Hongarije − Malta                                      | 4 − 0                                                  | WK-kwalificatie                                        |                                                        |
| 23                                                     | 07.09.2005                                             | Hongarije − Zweden                                     | 0 − 1                                                  | WK-kwalificatie                                        |                                                        |
| 24                                                     | 08.10.2005                                             | Bulgarije − Hongarije                                  | 2 − 0                                                  | WK-kwalificatie                                        |                                                        |
| 25                                                     | 12.10.2005                                             | Hongarije − Kroatië                                    | 0 − 0                                                  | WK-kwalificatie                                        |                                                        |
| 26                                                     | 16.11.2005                                             | Griekenland − Hongarije                                | 2 − 1                                                  | Vriendschappelijk                                      |                                                        |
| 27                                                     | 14.12.2005                                             | Mexico − Hongarije                                     | 2 − 0                                                  | Vriendschappelijk                                      |                                                        |
| 28                                                     | 18.12.2005                                             | Antigua en Barbuda − Hongarije                         | 0 − 3                                                  | Vriendschappelijk                                      |                                                        |

Per 1 februari 2006 was hij trainer van Clube Atlético Paranaense in Brazilië, waar hij al snel ontslag nam ondanks slechts één wedstrijd niet gewonnen te hebben. Kort daarvoor was hij voor dertig dagen geschorst wegens belediging van een scheidsrechter. In mei van dat jaar werd hij trainer samen met Giovanni Trapattoni bij het Oostenrijkse Red Bull Salzburg, waarmee hij in het seizoen 2006/2007 de landstitel won. In juni 2007 werd hij echter door de club ontslagen. Met ingang van juli 2008 was hij aangesteld als trainer van de Israëlische club Maccabi Netanya. In het najaar van 2010 volgde hij Stanimir Stoilov op als bondscoach van Bulgarije. Na negen duels hield Matthäus het in september 2011 voor gezien bij de Bulgaren.

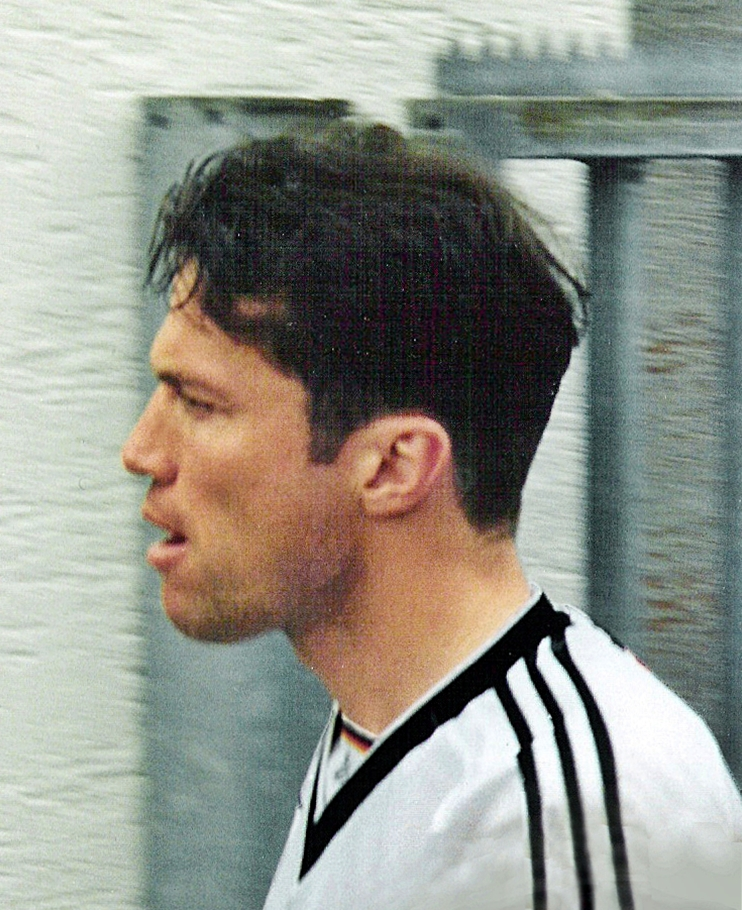
Matthäus met Duitsland in 1999

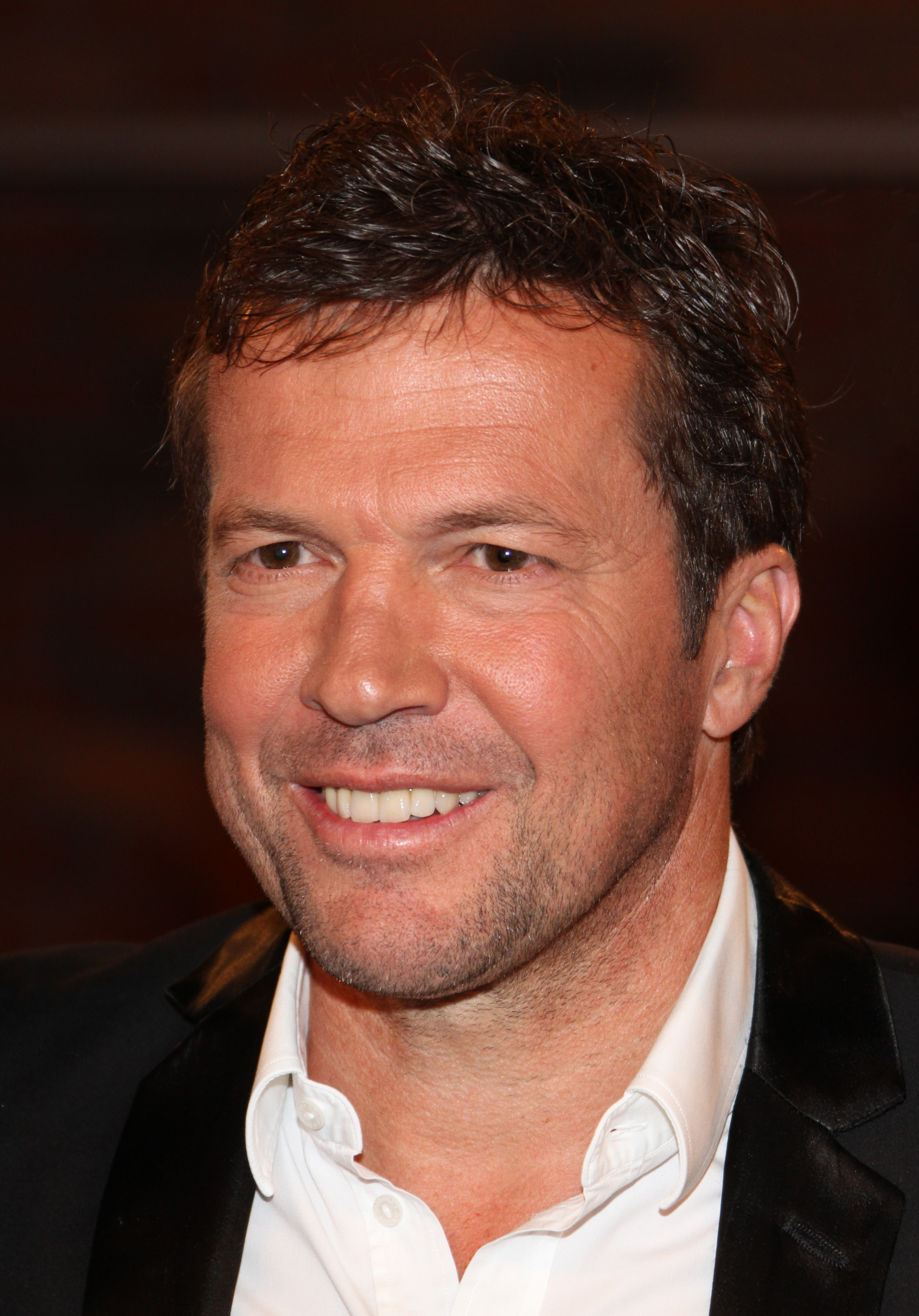
Matthäus in 2012

| Interlands Bulgarije onder leiding van Lothar Matthäus | Interlands Bulgarije onder leiding van Lothar Matthäus | Interlands Bulgarije onder leiding van Lothar Matthäus | Interlands Bulgarije onder leiding van Lothar Matthäus | Interlands Bulgarije onder leiding van Lothar Matthäus | Interlands Bulgarije onder leiding van Lothar Matthäus |
| №                                                      | Datum                                                  | Wedstrijd                                              | Uitslag                                                | Competitie                                             |                                                        |
| ------------------------------------------------------ | ------------------------------------------------------ | ------------------------------------------------------ | ------------------------------------------------------ | ------------------------------------------------------ | ------------------------------------------------------ |
| 1                                                      | 08.10.2010                                             | Wales − Bulgarije                                      | 0 − 1                                                  | EK-kwalificatie                                        |                                                        |
| 2                                                      | 12.10.2010                                             | Saoedi-Arabië − Bulgarije                              | 0 − 2                                                  | Oefeninterland                                         |                                                        |
| 3                                                      | 17.11.2010                                             | Bulgarije − Servië                                     | 0 − 1                                                  | Oefeninterland                                         |                                                        |
| 4                                                      | 26.03.2011                                             | Bulgarije − Zwitserland                                | 0 − 0                                                  | EK-kwalificatie                                        |                                                        |
| 5                                                      | 29.03.2011                                             | Cyprus − Bulgarije                                     | 0 − 1                                                  | Oefeninterland                                         |                                                        |
| 6                                                      | 04.06.2011                                             | Montenegro − Bulgarije                                 | 1 − 1                                                  | EK-kwalificatie                                        |                                                        |
| 7                                                      | 10.08.2011                                             | Wit-Rusland − Bulgarije                                | 1 − 0                                                  | Oefeninterland                                         |                                                        |
| 8                                                      | 02.09.2011                                             | Bulgarije − Engeland                                   | 0 − 3                                                  | EK-kwalificatie                                        |                                                        |
| 9                                                      | 06.09.2011                                             | Zwitserland − Bulgarije                                | 3 − 1                                                  | EK-kwalificatie                                        |                                                        |

## Erelijst
Bayern München
- Bundesliga: 1984/85, 1985/86, 1986/87, 1993/94, 1996/97, 1998/99, 1999/00
- DFB-Pokal: 1985/86, 1997/98, 1999/00
- DFB-Supercup: 1987
- UEFA Cup: 1995/96
- DFB-Ligapokal: 1997, 1998, 1999

 Internazionale
- Serie A: 1988/89
- Supercoppa Italiana: 1989
- UEFA Cup: 1990/91

 MetroStars
- MLS Eastern Division: 2000

 (West-)Duitsland
- Europees kampioenschap voetbal: 1980
- Wereldkampioenschap voetbal: 1990
- US Cup: 1993

Individueel
- Ballon d'Or: 1990
- IFFHS World's Best Player: 1990
- World Soccer Awards Player of the Year: 1990
- Wereldvoetballer van het jaar: 1991
- Wereldkampioenschap Zilveren Bal: 1990
- Wereldkampioenschap All-Star Team: 1990
- UEFA Europees Kampioenschap Team van het Toernooi: 1988
- Duits voetballer van het jaar: 1990, 1999
- Duits Doelpunt van het Jaar: 1990, 1992
- kicker Bundesliga Team van het Seizoen: 1982/83, 1984/85, 1987/88, 1992/93, 1993/94
- Pirata d'Oro (Internazionale Speler van het Jaar): 1991
- FIFA XI: 1996, 1997, 2001
- FIFA 100
- Golden Foot legends award: 2012
- IFFHS Legends
- Internazionale Hall of Fame: 2018
- Bayern München All-time XI

## Privéleven
Matthaüs trouwde en scheidde vijf keer en heeft vier kinderen.